# 独立器官
「独立器官」（どくりつきかん）は、村上春樹の短編小説。

## あらすじ
「僕」と渡会（とかい）医師はジムで知り合った。彼は52歳になるがこれまで結婚したことはない。六本木で、父親から引き継いだ「渡会美容クリニック」を経営している。渡会にとって、同時に二人か三人のガールフレンドを持つのは当たり前のことだった。彼のクリニックには優秀な男性秘書がいて、渡会の込み入ったスケジュールを調整してくれていた。
ある日、渡会は思いもよらず深い恋に落ちる。彼が恋に落ちてしまった相手は16歳年下で、結婚していた。2歳年上の夫は外資系IT企業に勤めており、5歳の子供が一人いた。
それから渡会はジムに姿を見せなくなった。2ヶ月が過ぎ渡会の秘書から電話がかかってくる。彼の名前は後藤といった。低く滑らかな声で彼は話し、その声は「僕」にバリー・ホワイトの音楽を思い出させた。電話で後藤は、渡会が先週の木曜日に亡くなったことを告げた。その日の夕方、「僕」と後藤は青山通りの裏にあるカフェテリアで落ち合った。
別れ際に後藤は、「谷村さん、厚かましいようですが、ひとつ僕からお願いがあります。どうか渡会先生のことをいつまでも覚えてあげて下さい」と言った。「僕は思うのですが、僕らが死んだ人に対してできることといえぱ、少しでも長くその人のことを記憶しておくくらいです。でもそれは口で言うほど簡単ではありません。誰にでもできることではありません」
そのとおりだと「僕」は言った。